# J.M.A. Paroutaud
Œuvres principales
- La Ville incertaine

J.M.A. Paroutaud, né le 17 avril 1912 à Limoges et mort le 11 décembre 1978 à Limoges, est un avocat et un écrivain français.

## Biographie
Avocat, docteur en droit, diplômé de l'Académie de droit international de La Haye, Jean-Marie Paroutaud prête serment en 1935 et est élu bâtonnier du barreau de Limoges en 1956. Professeur à l'École de droit de Limoges, il enseigne également le droit constitutionnel à la Faculté de droit et de sciences économiques de cette ville.
Poète et essayiste, J.M.A. Paroutaud se signale à la Libération par la publication de son recueil Temps fou puis par l'édition, en 1950, d'un roman : la Ville incertaine. En décembre 1978, le journal le Monde évoque en sa mémoire « l'image d'un écrivain d'une grande discrétion [... qui] mêla à son œuvre un humour aigu et cruel, proche de Michaux ». En 2005, les Amis de Robert Margerit lui rendent hommage dans une plaquette intitulée Jean-Marie Amédée Paroutaud, un écrivain de l'utopie.

## Œuvres

### Romans et récits
- 1942 : Les Enfants sur le rail, Éditions de la Pyramide ; Presses Universitaires de Limoges et du Limousin (avant-propos de Robert Savy), 2003.
- 1944 : Parpaillotte, Robert Laffont.
- 1945 : Temps fous, Éditions Confluences ; Éditions Parizeau, Montréal, 1946 ; Puyraimond (Temps fou suivi de Autre Événement), 1977.
- 1947 : Autre Événement, « L’Âge d’or », Éditions de la revue Fontaine.
- 1950 : La Ville incertaine, Robert Marin ; Le Dilettante, 1997.
- 1952 : Petit Traité de ma médecine, Rougerie.
- 1954 : Vie et Aventures d’Alfred de Rocca, Rougerie.
- 1977 : La Descente infinie, Puyraimond ; Le Tout sur le Tout, 1983 ; Éditions On verra bien, 2016.
- 1983 : Le Pays des eaux, Le Tout sur le Tout.

## Distinction
- Croix de guerre 1939–1945